# كرة الماء في أولمبياد 2004
في رياضة كرة الماء في الألعاب الأولمبية الصيفية الثامنة والعشرون تنافس 12 فريق رجالي و 8 فرق نسائية على ميداليتين ذهبيتين.

## نهائيات الرجال
انقسمت الفرق الـ12 إلى مجموعتين
- كرواتيا، هنغاريا، كازاخستان، روسيا، صربيا، الولايات المتحدة
- أستراليا، إيطاليا، ألمانيا، إسبانيا، مصر، اليونان

| الترتيب | الدولة              | الميداليات | المجموع |
| 1       | هنغاريا             | 1 ذهبية    | 1       |
| 2       | صربيا والجبل الأسود | 1 فضية     | 1       |
| 3       | روسيا               | 1 برونزية  | 1       |

## نهائيات السيدات
انقسمت الفرق الـ8 إلى مجموعتين
- أستراليا، إيطاليا، كازاخستان، يونان
- روسيا، هنغاريا، كندا، الولايات المتحدة

| الترتيب | الدولة           | الميداليات | المجموع |
| 1       | إيطاليا          | 1 ذهبية    | 1       |
| 2       |                  | 1 فضية     | 1       |
| 3       | الولايات المتحدة | 1 برونزية  | 1       |